# Station Domont
Station Domont is een spoorwegstation aan de spoorlijn Épinay-Villetaneuse - Le Tréport-Mers. Het ligt in de Franse gemeente Domont in het departement Val-d'Oise (Île-de-France).

## Ligging
Het station ligt op kilometerpunt 20,060 van de spoorlijn Épinay-Villetaneuse - Le Tréport-Mers.

## Diensten
Het station wordt aangedaan door verschillende treinen van Transilien lijn H:
- Tussen Paris-Nord en Persan - Beaumont via Montsoult - Maffliers
- Tussen Paris-Nord en Luzarches

## Vorige en volgende stations
| Richting          | Vorig station           | Lijn    | Volgend station    | Richting   |
| ----------------- | ----------------------- | ------- | ------------------ | ---------- |
| Persan - Beaumont | Bouffémont - Moisselles | Trans H | Écouen - Ézanville | Paris-Nord |
| Luzarches         | Bouffémont - Moisselles | Trans H | Écouen - Ézanville | Paris-Nord |